# Allorgella
Allorgella, rod jetrenjarki (Marchantiophyta) iz porodice Lejeuneaceae. Sastoji se od sedam vrsta kojre rastu po južnoj polutki (Australija, tropska Azija, Madagaskar, Južna Amerika.

## Vrste
1. Allorgella australiensis (B.M. Thiers) Bechteler, G.E. Lee, Schäf.-Verw. & Heinrichs
2. Allorgella integerrima (Steph.) Ilk.-Borg.
3. Allorgella philippinensis (R.L. Zhu & M.L. So) Bechteler, G.E. Lee, Schäf.-Verw. & Heinrichs
4. Allorgella rabenorii (Tixier) Bechteler, G.E. Lee, Schäf.-Verw. & Heinrichs
5. Allorgella semperiana (Gottsche ex Steph.) Bechteler, G.E. Lee, Schäf.-Verw. & Heinrichs
6. Allorgella subana (Pócs) Pócs
7. Allorgella zantenii (Grolle) Bechteler, G.E. Lee, Schäf.-Verw. & Heinrichs